# Chrysocelis globbae
Chrysocelis globbae är en svampart som beskrevs av Syd. 1931. Chrysocelis globbae ingår i släktet Chrysocelis och familjen Mikronegeriaceae.   Inga underarter finns listade i Catalogue of Life.